# Олещинский, Антоний
Антоний Олещинский (пол. Antoni Oleszczyński; 16 января 1794, Красныстав — 28 февраля 1879, Париж) — польский художник-график, известный мастер польской портретной резцовой гравюры XIX века.

## Биография
Родился в семье мирового судьи в Красноставе. Известными художниками были два его младших брата — литограф и иллюстратор Северин (1801—1876) и скульптор и график Владислав (1807—1866) Олещинские.
Служа в Варшаве, в канцелярии государственного совета Царства Польского, поднёс в 1816 императору Александру I образцы своего каллиграфического искусства, вследствие чего, по Высочайшему повелению, был определен на казённый счет в воспитанники Санкт-Петербургской Императорской Академии художеств.
В 1817—1824 изучал искусство гравирования. Талантливый ученик крупнейшего русского гравёра, профессора Н. И. Уткина.
В 1819 и 1820 гг. получил малую и большую серебряные медали, в 1824 г., при окончании академического курса, был награждён малой золотой медалью за портрет А. Кокоринова, выгравированный с оригинала Д. Левицкого.
Будучи вслед затем отправлен для своего усовершенствования за границу, в качестве пенсионера Царства Польского, с 1825 работал в Париже под руководством Ж. Т. Ришома и Ж. Б. Рено. После четырех лет проведенных во Франции, переехал во Флоренцию. В 1832 последовало повеление императора Николая I определить его на службу в Императорскую академию художеств, но А. Олещинский предпочёл остаться в Париже, где и прожил до конца своих дней, не переставая усердно работать резцом и иглой, а в последние годы своей жизни занимаясь также керамической живописью.

## Творчество
Автор большого количества медеритов и гравюр на металле, графических работ. Он гравировал портреты, пейзажи, исторические и бытовые, почти исключительно, польские сюжеты.
В Париже много гравировал для издания Л. Ходзько и Грабовского — «Pologne illustrée».
Сперва он издавал свои работы отдельными листами, а потом подготовил и опубликовал 2 альбома-сборника своей графики — «Польское разнообразие» (Париж, 1832—1833) и «Воспоминания о поляках, ставшими известными в чужих и далеких странах» (Париж, 1843). Участвовал в иллюстрировании и издании книги «Dzieje narodu polskiego» .
По мнению А. И. Сомова (в персоналии «Брокгауза — Ефрона», 1897), Олещинский в отношении плодовитости, оригинальности, блеска и изящества резца не только не уступал своему учителю Н. Уткину, но иногда и превосходил его.
Особенно удачны у него виньетки и мелкие картинки с заставками из польских рукописей, с замками различного стиля и с фантастическими фонами. Перечень его работ помещён в сочинении Д. А. Ровинского: «Подробный словарь русских граверов» (СПб.., 1895).

## Галерея

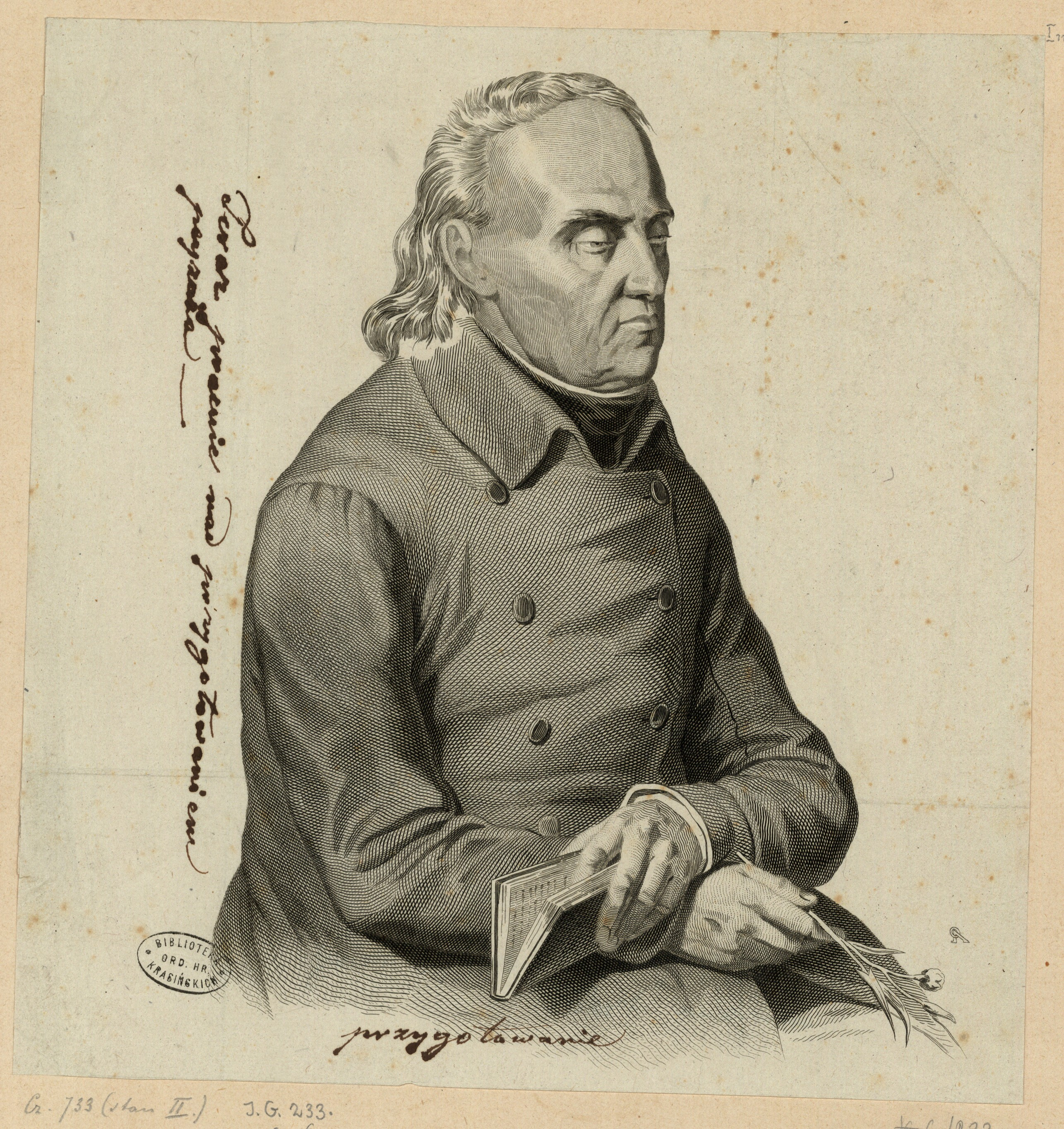
Станислав Юндзилл
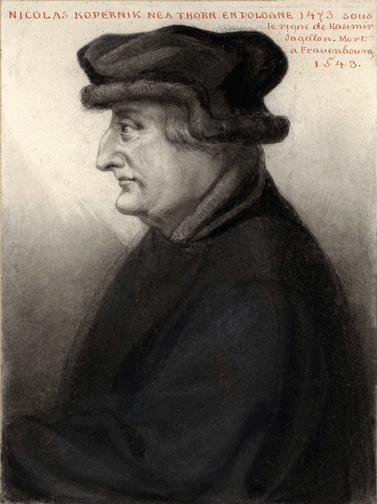
Николай Коперник
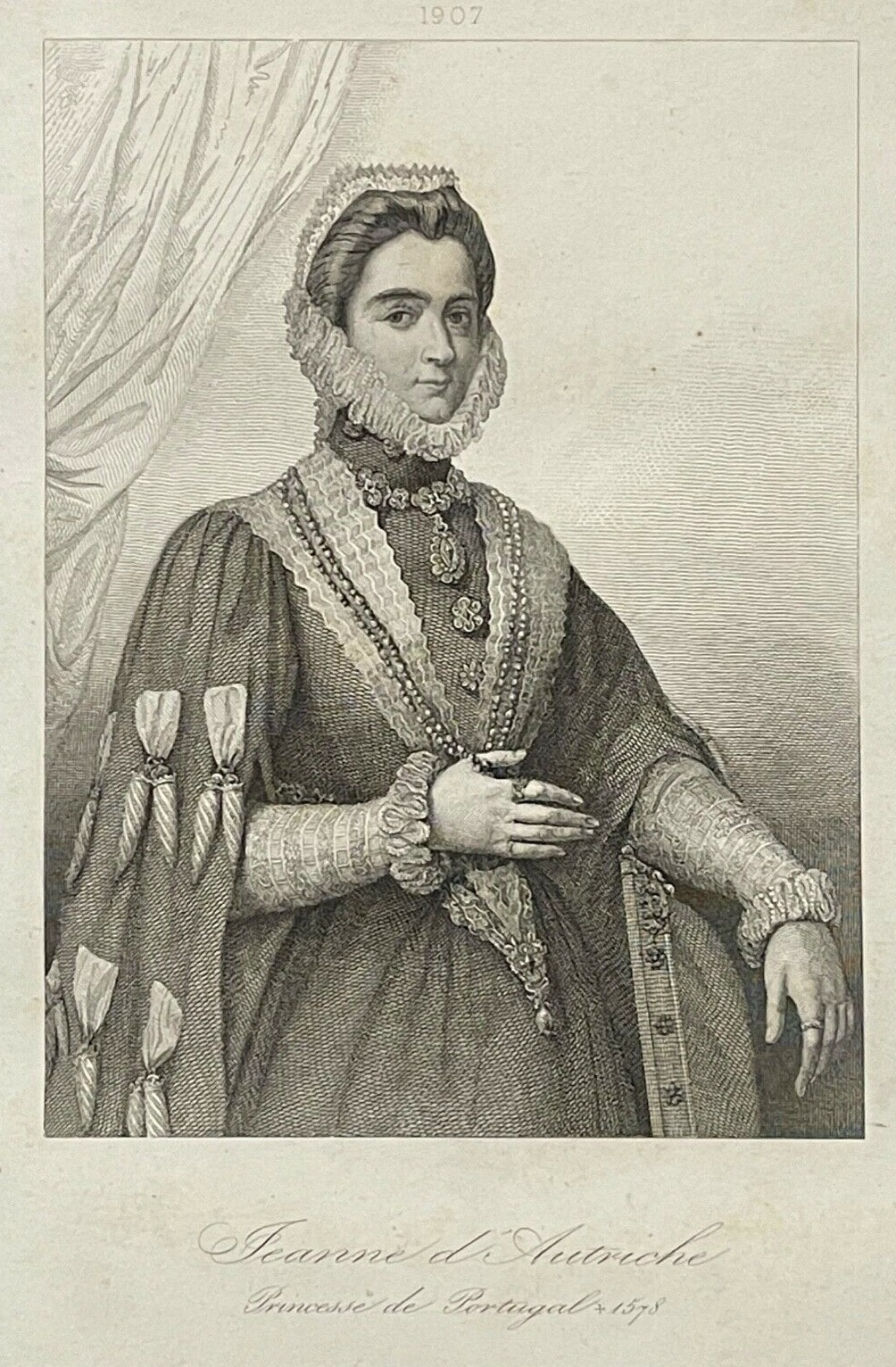
Хуана Австрийская
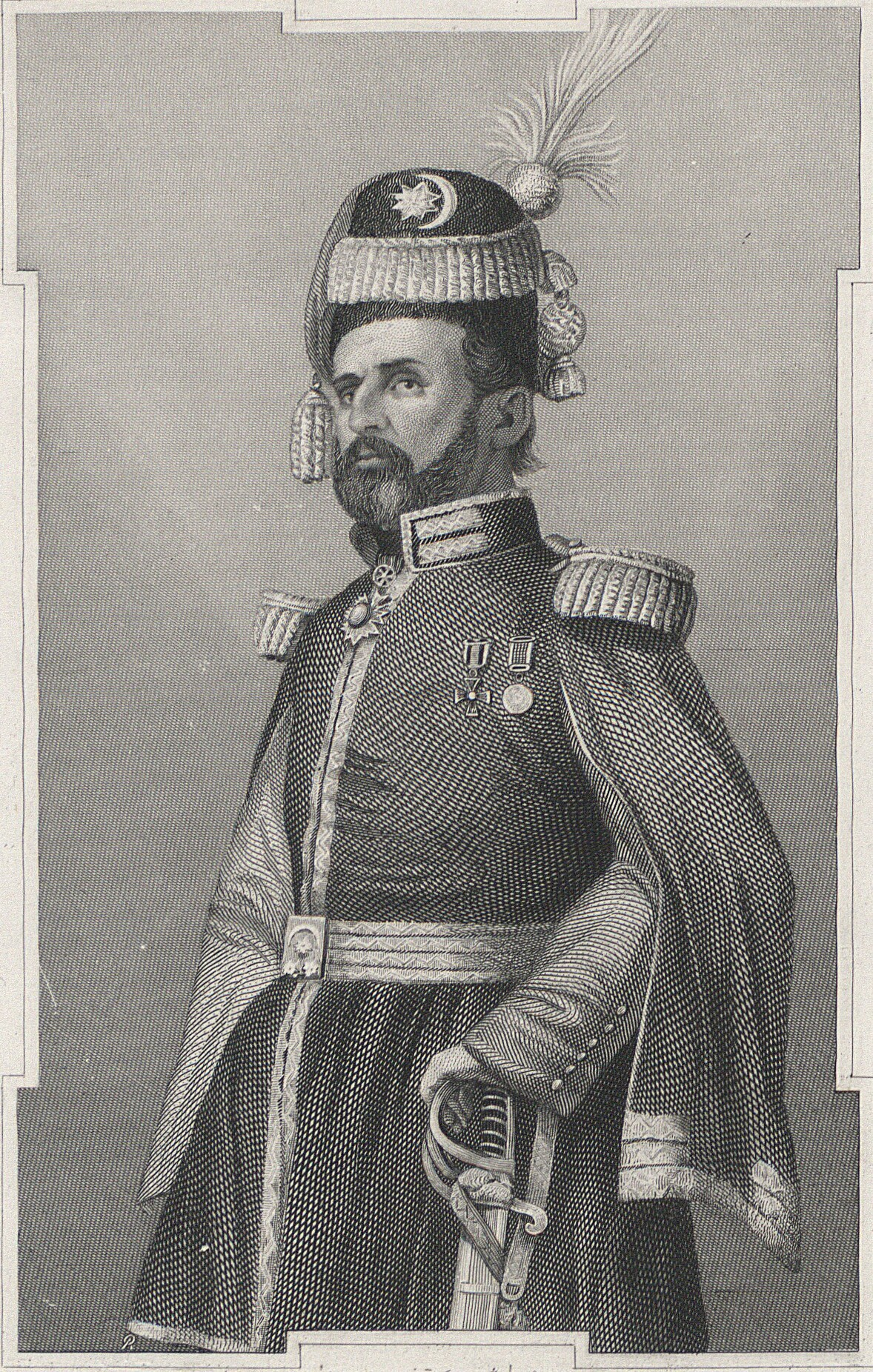
Михаил Чайковский (Садык-паша)
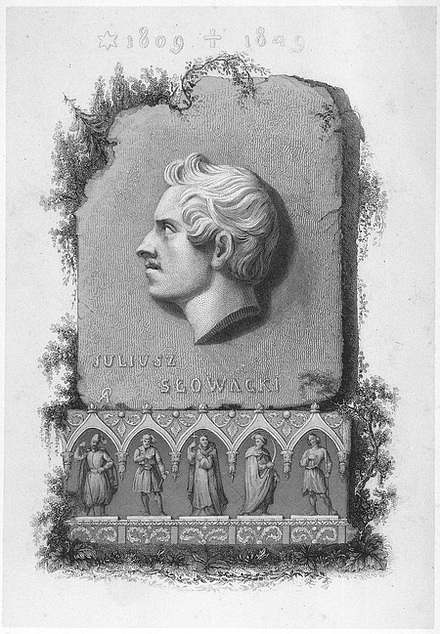
Юлиуш Словацкий